# Eleições estaduais na Bahia em 2002
As eleições estaduais na Bahia em 2002 ocorreram em 6 de outubro como parte das eleições no Distrito Federal e em 26 estados. Foram eleitos o governador Paulo Souto, o vice-governador Eraldo Tinoco e os senadores Antônio Carlos Magalhães e César Borges, ambos do PFL, dono das maiores bancadas entre os 39 deputados federais e 63 deputados estaduais eleitos. Conforme a Constituição, o vencedor teria quatro anos de mandato a começar em 1º de janeiro de 2003.
Eleito deputado federal em 1966, Antônio Carlos Magalhães lançou as sementes políticas do carlismo ao chegar à prefeitura de Salvador por via indireta no ano seguinte e em 1970 tal mecanismo o levou ao Palácio de Ondina como aliado do Regime Militar de 1964, honraria repetida em 1978. Com o retorno das eleições diretas para governador apontou Clériston Andrade como o seu sucessor, entretanto a morte do mesmo num acidente aéreo em Caatiba (BA) durante a campanha de 1982 obrigou Antônio Carlos Magalhães a apoiar a candidatura, afinal vitoriosa, de João Durval Carneiro. Diante do ocaso dos militares, o carlismo aderiu à Nova República e seu líder regressou ao governo por voto direto em 1990 e desde então venceu mais três eleições, a última das quais este ano ao derrotar novamente o petismo.
Diante deste retrospecto a vitória na eleição para governador foi do geólogo Paulo Souto. Graduado em 1966 na Universidade Federal da Bahia, o mesmo é baiano de Caetité e trabalhou como radialista em Ilhéus e na Rádio Sociedade da Bahia Salvador. Em 1973 tornou-se Doutor pela Universidade de São Paulo e ao retornar para Ilhéus trabalhou na indústria cacaueira. Em 1979 assumiu a Secretaria de Minas e Energia a convite do Antônio Carlos Magalhães e manteve o cargo sob João Durval Carneiro. Em 1987 o presidente José Sarney o escolheu para dirigir a Superintendência do Desenvolvimento do Nordeste. Após ingressar no PFL foi eleito vice-governador na chapa de Antônio Carlos Magalhães em 1990, a quem serviu como Secretário de Indústria e Comércio. Renunciou juntamente com o titular para disputar o pleito de 1994 sendo eleito governador da Bahia e em 1998 foi eleito senador.
O vice-governador eleito é Eraldo Tinoco. Nascido em Ipiaú (BA), é diplomado em Administração de Empresas pela Universidade Federal da Bahia, instituição onde lecionou. Funcionário da Empresa Brasileira de Correios e Telégrafos, trabalhou em órgãos do Ministério da Educação assumindo a Secretaria de Educação no segundo governo Antônio Carlos Magalhães e no governo César Borges, além de ocupar a Secretaria de Energia no primeiro governo Paulo Souto. Integrado ao PFL foi reeleito em 1986, 1990, 1994 e 1998, assumindo o Ministério da Educação nos últimos meses do Governo Collor.

## Eleição para governador

### Resultado da eleição para governador
Segundo o Tribunal Superior Eleitoral foram apurados 5.346.942 votos nominais.
| Candidatos a governador do estado | Candidatos a vice-governador | Número | Coligação                                                             | Votação   | Percentual |
| --------------------------------- | ---------------------------- | ------ | --------------------------------------------------------------------- | --------- | ---------- |
| Paulo Souto PFL                   | Eraldo Tinoco PFL            | 25     | Ação, competência, moralidade (PFL, PL, PPB, PTB, PSL, PTN, PST, PHS) | 2.871.025 | 53,69%     |
| Jaques Wagner PT                  | Nilza Lima PT                | 13     | A Bahia vai ser melhor (PT, PCdoB, PV, PMN)                           | 2.057.022 | 38,47%     |
| Prisco Viana PMDB                 | Saulo Pedrosa PSDB           | 15     | Sou livre, voto Prisco (PMDB, PSDB, PSC)                              | 226.217   | 4,23%      |
| Itaberaba Lyra PSB                | Aurélio Macedo PSB           | 40     | Coligação Dois de Julho (PSB, PGT)                                    | 122.428   | 2,29%      |
| Rogério da Luz PAN                | Valmir Matos PAN             | 26     | Força do povo (PAN, PRTB)                                             | 32.069    | 0,60%      |
| Ricardo Grey PTC                  | Paulo Muniz PTC              | 36     | PTC (sem coligação)                                                   | 27.595    | 0,52%      |
| Zacarias Sena PSTU                | Gilvani dos Santos PSTU      | 16     | PSTU (sem coligação)                                                  | 7.329     | 0,14%      |
| Antônio Eduardo PCO               | Ednailda dos Santos PCO      | 29     | PCO (sem coligação)                                                   | 3.257     | 0,06%      |

Com a vitória de Paulo Souto na eleição para o cargo de governador, ele deixou o cargo de senador que ocupava e seu suplente Rodolfo Tourinho foi efetivado. Natural de Salvador, Tourinho trabalhou no Banco Econômico e no Grupo OAS, foi Secretário de Fazenda da Bahia e Ministro das Minas e Energia no governo Fernando Henrique Cardoso, além de membro do PFL, exercendo seu primeiro mandato político.

## Eleição para senador
Na disputa para senador havia duas cadeiras em jogo e o mais votado foi o médico Antônio Carlos Magalhães. Graduado pela Universidade Federal da Bahia, transitou da UDN até a ARENA e deu suporte ao Regime Militar de 1964. Eleito deputado estadual em 1954 e deputado federal em 1958, 1962 e 1966, nasceu em Salvador, cidade onde foi nomeado prefeito em 1967 nos últimos dias do governo Lomanto Júnior e manteve o cargo no governo Luís Viana Filho. Também jornalista e empresário, foi escolhido governador da Bahia em 1970 e 1978 e presidiu a Eletrobras no Governo Ernesto Geisel. Dissidente do PDS, apoiou Tancredo Neves na eleição presidencial de 1985 e ocupou o Ministério das Comunicações no Governo Sarney firmando-se como liderança nacional do PFL. Ao sair do cargo elegeu-se governador da Bahia em 1990 e senador em 1994. Presidente do Senado Federal por duas vezes, renunciou ao mandato em 2001 para evitar um processo de cassação.
A outra vaga foi entregue ao engenheiro civil César Borges. Natural de Salvador e formado pela Universidade Federal da Bahia, onde lecionou. Oriundo da iniciativa privada, foi presidente da Junta Comercial da Bahia e chefe de gabinete da Secretaria da Indústria e Comércio no governo João Durval Carneiro. Eleito deputado estadual pelo PFL em 1986 e 1990, pediu licença para assumir a Secretaria de Recursos Hídricos no terceiro governo Antônio Carlos Magalhães. Eleito vice-governador em 1994, assumiu o poder em 1998 quando Paulo Souto renunciou para concorrer ao Senado Federal. No mesmo ano foi reeleito ao Palácio de Ondina e agora é senador.

### Resultado da eleição para senador
Segundo o Tribunal Superior Eleitoral foram apurados 9.791.705 votos nominais.
| Candidatos a senador da República | Candidatos a suplente de senador                               | Número | Coligação                                                             | Votação   | Percentual |
| --------------------------------- | -------------------------------------------------------------- | ------ | --------------------------------------------------------------------- | --------- | ---------- |
| Antônio Carlos Magalhães PFL      | Antônio Carlos Magalhães Júnior PFL Hélio Correia de Mello PFL | 251    | Ação, competência, moralidade (PFL, PL, PPB, PTB, PSL, PTN, PST, PHS) | 2.995.559 | 30,59%     |
| César Borges PFL                  | Djalma Bessa PFL Ailton Sepúlveda PFL                          | 252    | Ação, competência, moralidade (PFL, PL, PPB, PTB, PSL, PTN, PST, PHS) | 2.731.596 | 27,90%     |
| Waldir Pires PT                   | José Ivaldo Ferreira PT José Maria de Abreu Dutra PT           | 133    | A Bahia Vai ser Melhor (PT, PCdoB, PV, PMN)                           | 1.803.228 | 18,41%     |
| Haroldo Lima PCdoB                | Rui Oliveira PCdoB Julieta Cardoso Palmeira PCdoB              | 651    | A Bahia Vai ser Melhor (PT, PCdoB, PV, PMN)                           | 1.266.734 | 12,94%     |
| João Durval Carneiro PDT          | Carlos Eduardo Sodré PDT Aristeu Barreto de Almeida PDT        | 123    | Frente Trabalhista da Bahia (PDT, PPS, PSD, PSDC, PRP, PTdoB)         | 783.637   | 8,00%      |
| Maria del Carmen PSDB             | Gismária dos Santos PSDB Elza Costa Pinto PSDB                 | 451    | Sou Livre, Voto Prisco (PMDB, PSDB, PSC)                              | 96.449    | 0,99%      |
| Ruy Corrêa Soares PSB             | Manuel dos Santos PSB Cloves Barbosa Veiga PSB                 | 401    | Dois de Julho (PSB, PGT)                                              | 83.863    | 0,86%      |
| Luís Carlos França PSTU           | Eulina Sacramento PSTU Edilene de Oliveira PSTU                | 161    | PSTU (sem coligação)                                                  | 14.416    | 0,15%      |
| José Silva Gazar PAN              | Luiz Rátis Martins PAN                                         | 261    | Força do Povo (PAN, PRTB)                                             | 10.974    | 0,11%      |
| Alberto Rodrigues Nunes PCO       | Carlos Rodrigues Nunes PCO                                     | 299    | PCO (sem coligação)                                                   | 5.249     | 0,05%      |

## Eleição para deputados federais
São relacionados os candidatos eleitos com informações complementares da Câmara dos Deputados.

Representação eleita
  PFL: 19
  PT: 7
  PMDB: 3
  PCdoB: 2
  PSDB: 2
  PPB: 2
  PTB: 1
  PPS: 1
  PDT: 1
  PV: 1

Fonteː
| Número  | Deputados federais eleitos    | Partido | Votação | Percentual | Cidade onde nasceu   | Unidade federativa |
| 2526    | Antônio Carlos Magalhães Neto | PFL     | 400.275 | 6,72%      | Salvador             | Bahia              |
| 1346    | Nelson Pelegrino              | PT      | 257.438 | 4,32%      | Salvador             | Bahia              |
| 2588    | Fábio Souto                   | PFL     | 236.067 | 3,96%      | Salvador             | Bahia              |
| 2529    | Paulo Magalhães               | PFL     | 191.619 | 3,21%      | Salvador             | Bahia              |
| 1310    | Walter Pinheiro               | PT      | 183.916 | 3,08%      | Salvador             | Bahia              |
| 1490    | Félix Mendonça                | PTB     | 156.695 | 2,63%      | Conceição do Almeida | Bahia              |
| 2570    | Fernando de Fabinho           | PFL     | 150.545 | 2,52%      | Santa Bárbara        | Bahia              |
| 1518    | Gedel Vieira Lima             | PMDB    | 149.606 | 2,51%      | Salvador             | Bahia              |
| 2555    | José Carlos Aleluia           | PFL     | 125.836 | 2,11%      | Salvador             | Bahia              |
| 6522    | Alice Portugal                | PCdoB   | 121.043 | 2,03%      | Salvador             | Bahia              |
| 1313    | Zezéu Ribeiro                 | PT      | 115.656 | 1,94%      | Salvador             | Bahia              |
| 2599    | Luiz Carreira                 | PFL     | 113.509 | 1,90%      | Salvador             | Bahia              |
| 2580    | Gerson Gabrielli              | PFL     | 110.863 | 1,86%      | Salvador             | Bahia              |
| 4545    | Jutahy Magalhães Júnior       | PSDB    | 102.748 | 1,72%      | Salvador             | Bahia              |
| 2525    | José Rocha                    | PFL     | 100.514 | 1,68%      | Coribe               | Bahia              |
| 1322    | Guilherme Menezes             | PT      | 100.041 | 1,68%      | Iguaí                | Bahia              |
| 2552    | Jorge Khoury                  | PFL     | 97.829  | 1,64%      | Juazeiro             | Bahia              |
| 1115    | João Leão                     | PPB     | 97.448  | 1,63%      | Recife               | Pernambuco         |
| 2550    | Aroldo Cedraz                 | PFL     | 97.224  | 1,63%      | Valente              | Bahia              |
| 6565    | Daniel Almeida                | PCdoB   | 95.485  | 1,60%      | Mairi                | Bahia              |
| 2522    | Cláudio Cajado                | PFL     | 95.480  | 1,60%      | Salvador             | Bahia              |
| 1111    | Mário Negromonte              | PPB     | 88.916  | 1,49%      | Recife               | Pernambuco         |
| 4560    | João Almeida                  | PSDB    | 76.098  | 1,27%      | Brejões              | Bahia              |
| 2589    | Robério Nunes                 | PFL     | 76.092  | 1,27%      | Macaúbas             | Bahia              |
| 1333    | Luiz Bassuma                  | PT      | 75.600  | 1,26%      | Iguaí                | Bahia              |
| 1312    | Josias Gomes                  | PT      | 75.338  | 1,26%      | Amaraji              | Pernambuco         |
| 2515    | Jairo Carneiro                | PFL     | 65.782  | 1,10%      | Feira de Santana     | Bahia              |
| 2510    | Reginaldo Germano             | PFL     | 65.607  | 1,10%      | Rio de Janeiro       | Rio de Janeiro     |
| 1303    | Luiz Alberto                  | PT      | 62.322  | 1,04%      | Maragogipe           | Bahia              |
| 2500    | José Carlos Araújo            | PFL     | 61.455  | 1,03%      | Salvador             | Bahia              |
| 1510    | Jonival Lucas Júnior          | PMDB    | 60.095  | 1,00%      | Sapeaçu              | Bahia              |
| 2323    | Colbert Martins               | PPS     | 59.704  | 1,00%      | Feira de Santana     | Bahia              |
| 1515    | Coriolano Sales               | PMDB    | 56.041  | 0,94%      | Santa Teresinha      | Bahia              |
| 2558    | Marcelo Guimarães Filho       | PFL     | 52.389  | 0,88%      | Salvador             | Bahia              |
| 2563    | Zelinda Novaes                | PFL     | 51.196  | 0,86%      | Iguaí                | Bahia              |
| 2503    | Pedro Irujo                   | PFL     | 47.905  | 0,80%      | Navarra              | Espanha            |
| 2511    | Milton Barbosa                | PFL     | 47.661  | 0,80%      | Itaberaba            | Bahia              |
| 1234    | Severiano Alves               | PDT     | 43.328  | 0,72%      | Antas                | Bahia              |
| 4343    | Edson Duarte                  | PV      | 39.401  | 0,66%      | Juazeiro             | Bahia              |
| Fontes: |                               |         |         |            |                      |                    |

## Eleição para deputados estaduais
Estavam em jogo 63 vagas na Assembleia Legislativa da Bahia.

Representação eleita
  PFL: 16
  PT: 10
  PPB: 7
  PL: 4
  PST: 4
  PTB: 4
  PCdoB: 3
  PSDB: 3
  PMDB: 3
  PDT: 2
  PSB: 2
  PSD: 2
  PRP: 1
  PPS: 1
  PSC: 1

Fonteː
| Número | Deputado estadual        | Partido | Votação | Porcentagem | Cidade onde nasceu       | Unidade federativa |
| ------ | ------------------------ | ------- | ------- | ----------- | ------------------------ | ------------------ |
| 12345  | João Henrique Carneiro   | PDT     | 186.891 | 3,17%       | Feira de Santana         | Bahia              |
| 25101  | Carlos Gaban             | PFL     | 89.585  | 1,52%       | Mococa                   | São Paulo          |
| 11011  | Roberto Muniz            | PPB     | 84.893  | 1,44%       | Salvador                 | Bahia              |
| 11333  | Luiz Argôlo              | PPB     | 74.199  | 1,26%       | Entre Rios               | Bahia              |
| 25115  | Reinaldo Braga           | PFL     | 71.102  | 1,21%       | Xique-Xique              | Bahia              |
| 25140  | Jusmari Oliveira         | PFL     | 70.958  | 1,20%       | Pérola d'Oeste           | Paraná             |
| 11234  | Ronaldo Carletto         | PPB     | 68.437  | 1,16%       | Salvador                 | Bahia              |
| 25166  | Gildasio Penedo Filho    | PFL     | 64.181  | 1,09%       | Salvador                 | Bahia              |
| 25123  | José Tude                | PFL     | 62.664  | 1,06%       | São Paulo                | São Paulo          |
| 22220  | Sandro Régis             | PL      | 61.692  | 1,05%       | Salvador                 | Bahia              |
| 11222  | Nelson Leal              | PPB     | 61.654  | 1,05%       | Salvador                 | Bahia              |
| 25188  | Clóvis Ferraz            | PFL     | 61.280  | 1,04%       | Tremedal                 | Bahia              |
| 25155  | Heraldo Eduardo Rocha    | PFL     | 59.949  | 1,02%       | Itaperuna                | Rio de Janeiro     |
| 18700  | Maurício Trindade        | PST     | 59.448  | 1,01%       | Salvador                 | Bahia              |
| 25111  | Paulo Azi                | PFL     | 58.415  | 0,99%       | Salvador                 | Bahia              |
| 25145  | José Nunes Soares        | PFL     | 57.236  | 0,97%       | Belém do São Francisco   | Pernambuco         |
| 14114  | Tarcízio Pimenta         | PTB     | 56.973  | 0,97%       | Feira de Santana         | Bahia              |
| 22122  | Angelo Coronel           | PL      | 56.119  | 0,95%       | Coração de Maria         | Bahia              |
| 25150  | Antônio Rodrigues        | PFL     | 55.832  | 0,95%       | Olindina                 | Bahia              |
| 25160  | Vespasiano Santos        | PFL     | 54.909  | 0,93%       | Vitória da Conquista     | Bahia              |
| 25118  | Luiz de Deus             | PFL     | 53.526  | 0,91%       | Brejo Grande             | Bahia              |
| 11611  | Júnior Magalhães         | PPB     | 52.370  | 0,89%       | Candeias                 | Bahia              |
| 22222  | Pedro Alcântara          | PL      | 52.027  | 0,88%       | Campo Alegre de Lourdes  | Bahia              |
| 22123  | Bispo Márcio Marinho     | PL      | 47.516  | 0,81%       | Cabo Frio                | Rio de Janeiro     |
| 25125  | Paulo Câmera             | PFL     | 46.572  | 0,79%       | Itabuna                  | Bahia              |
| 65321  | Álvaro Gomes             | PC do B | 45.762  | 0,78%       | Tapiramutá               | Bahia              |
| 13166  | Moema Gramacho           | PT      | 45.485  | 0,77%       | Salvador                 | Bahia              |
| 40133  | Eliel Santana            | PSB     | 45.174  | 0,77%       | Estância                 | Sergipe            |
| 13555  | Pastor Sargento Isidório | PT      | 44.559  | 0,76%       | Salvador                 | Bahia              |
| 25161  | Emério Resedá            | PFL     | 43.621  | 0,74%       | Conceição do Coité       | Bahia              |
| 14123  | Antônia Pedrosa          | PTB     | 41.980  | 0,71%       | Barreiras                | Bahia              |
| 40044  | Lídice da Mata           | PSB     | 40.118  | 0,68%       | Cachoeira                | Bahia              |
| 25198  | Sônia Fontes             | PFL     | 39.705  | 0,67%       | Salvador                 | Bahia              |
| 14199  | Gilberto Brito           | PTB     | 39.563  | 0,67%       | Paramirim                | Bahia              |
| 45678  | Marcelo Nilo             | PSDB    | 39.276  | 0,67%       | Antas                    | Bahia              |
| 25103  | Dr. Gérson de Deus       | PFL     | 39.092  | 0,66%       | Sapeaçu                  | Bahia              |
| 14700  | João Bonfim              | PTB     | 38.888  | 0,66%       | Brumado                  | Bahia              |
| 13100  | Zilton Rocha             | PT      | 37.297  | 0,63%       | Nova Canaã               | Bahia              |
| 65333  | Edson Pimenta            | PC do B | 35.664  | 0,60%       | Esplanada                | Bahia              |
| 11444  | Eliana Boaventura        | PPB     | 35.510  | 0,60%       | Feira de Santana         | Bahia              |
| 13678  | J. Carlos                | PT      | 34.609  | 0,59%       | Madre de Deus            | Bahia              |
| 13222  | Waldenor Pereira         | PT      | 33.338  | 0,57%       | Caculé                   | Bahia              |
| 11233  | Aderbal Caldas           | PPB     | 33.156  | 0,56%       | Itapicuru                | Bahia              |
| 13123  | Zé Neto                  | PT      | 32.038  | 0,54%       | Feira de Santana         | Bahia              |
| 18147  | Jurandy Oliveira         | PST     | 31.067  | 0,53%       | Ipirá                    | Bahia              |
| 45123  | Arthur Oliveira Maia     | PSDB    | 30.501  | 0,52%       | Salvador                 | Bahia              |
| 13467  | Luiz Caetano             | PT      | 30.388  | 0,52%       | Central                  | Bahia              |
| 13234  | Yulo Oiticica            | PT      | 30.115  | 0,51%       | Salvador                 | Bahia              |
| 13199  | Zé das Virgens           | PT      | 29.024  | 0,49%       | São Gabriel              | Bahia              |
| 18444  | Rogério Andrade          | PST     | 28.687  | 0,49%       | Santo Antônio de Jesus   | Bahia              |
| 15154  | Michel Hagge             | PMDB    | 28.551  | 0,48%       | Salvador                 | Bahia              |
| 65222  | Javier Alfaya            | PC do B | 27.840  | 0,47%       | Redondela                | Espanha            |
| 15111  | Targino Machado          | PMDB    | 26.808  | 0,45%       | Salvador                 | Bahia              |
| 13133  | Emiliano José            | PT      | 25.691  | 0,44%       | Jacareí                  | São Paulo          |
| 45245  | Rui Macedo               | PSDB    | 25.058  | 0,42%       | Andaraí                  | Bahia              |
| 15122  | Elmar Nascimento         | PMDB    | 24.450  | 0,41%       | Campo Formoso            | Bahia              |
| 18789  | Paulo Cézar Simões       | PST     | 24.120  | 0,41%       | Alagoinhas               | Bahia              |
| 20111  | Luciano Simões           | PSC     | 23.643  | 0,40%       | Salvador                 | Bahia              |
| 44321  | Capitão Fábio Santana    | PRP     | 21.433  | 0,36%       | Itabuna                  | Bahia              |
| 41111  | Pedro Egídio             | PSD     | 15.864  | 0,27%       | São João do Rio do Peixe | Paraíba            |
| 23777  | Walmir Mota              | PPS     | 12.959  | 0,22%       | Cachoeira Paulista       | São Paulo          |
| 12344  | Roberto Carlos           | PDT     | 11.951  | 0,20%       | Uauá                     | Bahia              |
| 41258  | Humberto Cedraz          | PSD     | 11.250  | 0,19%       | Valente                  | Bahia              |